# Torneio da Liga Metropolitana Cearense de Futebol de 1916
O Torneio da Liga Metropolitana de 1916 foi um certame realizado pela Liga Metropolitana Cearense de Futebol, que foi vencido pelo Ceará Sporting Club.
Em igualdade com o torneio de 1915, em dezembro de 2008, após processo no Tribunal de Justiça Desportiva do Ceará e homologação por parte da Federação Cearense de Futebol (FCF), por via de ato administrativo, o título ganho pelo Ceará em 1916 foi validado como título estadual cearense.

## Premiação
| Campeonato Cearense de 1916 |
| Fortaleza                   |
| --------------------------- |
| CEARÁ Bicampeão (2º título) |